# Virage (téléfilm)
Pour les articles homonymes, voir Virage (homonymie).
Pour plus de détails, voir Fiche technique et Distribution.
Virage est un téléfilm franco-belge réalisé par Delphine Lemoine d'après un scénario de Virginie Peignien et Philippe Bérenger, et diffusé pour la première fois en France le 28 mai 2024 sur France 3.
Cette fiction policière est une coproduction de la société Astharté et Compagnie, de France Télévisions et des sociétés belges Narrativ Nation et Umedia.

## Synopsis
La capitaine Louise Bach rate un flag à cause d'un appel téléphonique de son fils Yvan. Sa collègue Adda est blessée par balle durant cette intervention ratée.
Louise part à Boulogne-sur-Mer pour retrouver son mari Martin avec qui les relations sont un peu difficiles pour le moment. Outre ses problèmes de couple, elle doit y gérer également les problèmes de son fils et de son copain Arthur avec des jeunes des cités.
Par ailleurs, Louise découvre qu'elle fait l'objet d'une filature. Le commissaire Santini la prévient par téléphone que des traces de cocaïne ont été trouvées sur le lieu du flag et, en particulier, à l'endroit où se trouvait sa voiture. 
C'est à ce moment qu'Arthur, en crevant les pneus de la voiture de la capitaine, découvre par hasard un paquet de cocaïne fixé sous le châssis.

## Fiche technique
Sauf indication contraire, les informations mentionnées dans cette section peuvent être confirmées par les bases de données cinématographiques  présentes dans la section « Liens externes ».
- Titre français : Virage
- Réalisation : Delphine Lemoine
- Scénario : Virginie Peignien et Philippe Bérenger
- Musique : Maïdi Roth et Franck Pilant
- Décors : Sylvie Monbel
- Costumes : Sophie Puig
- Photographie : Bruno Privat
- Son : Dominique Lacour
- Montage : Mickaël Lavignac
- Maquillage : Karine Gachon et Agathe Bernardon
- Production : Sophie Deloche, Dylan Klass, Bastien Sirodot, Cloé Garbay et Laurent Jacobs
- Sociétés de production : Astharté et Compagnie et France Télévisions
- Pays de production :  France /  Belgique
- Langue originale : français
- Format : couleur
- Genre : Policier
- Durée : 90 minutes
- Dates de première diffusion :
  - France : 28 mai 2024 sur France 3[1]

## Distribution
- Caroline Proust : capitaine Louise Bach
- Thomas Jouannet : Martin Bach, le mari de Louise
- Simon Zampieri : Yvan, le fils de Louise et Martin
- Andréa Ferréol : Françoise, la mère de Martin
- Patrick Ridremont : Wagner
- N'landu Lubansu : Arthur Wagner
- Frédérique Kamatari : Adda, la collègue de Louise
- Arthur Choisnet : Tony, le collègue de Louise
- David Ayala : commissaire Santini
- Yann Tshibola : Samba
- Alexandre Carrière : lieutenant Rouault
- Bruno Tuchszer : le garagiste

## Production

### Genèse et développement
Cette fiction policière est une coproduction de la société Astharté et Compagnie, de France Télévisions et des sociétés belges Narrativ Nation et Umedia, réalisée pour France 3 avec la participation de la Radio télévision suisse (RTS), de TV5 Monde et du Centre national du cinéma et de l'image animée, en association avec uFund et avec le soutien du Tax Shelter du gouvernement fédéral de Belgique,.
Le scénario est de la main de Virginie Peignien et Philippe Bérenger, et la réalisation est assurée par Delphine Lemoine,,,.
La production est assurée par Sophie Deloche pour Astharté et Compagnie,.

### Tournage
Le tournage se déroule du 4 octobre au 31 octobre 2023 dans la région Hauts-de-France à Lille et sur la Côte d'Opale, et ensuite à Bruxelles en Belgique le 7 novembre 2023,,,.

## Accueil

### Diffusions et audience
En France, le téléfilm, diffusé le 28 mai 2024 sur France 3, est regardé par 2 842 000 téléspectateurs et se classe premier en termes de nombre de téléspectateurs.

### Accueil critique
Pour Télé 7 jours, Virage est « un thriller sombre, ancré dans la réalité sociale et magistralement interprété par Thomas Jouannet et Caroline Proust, bouleversants dans ce rôle de couple confronté à l'adversité et l'incompréhension ».
Lucie Reeb, du site Allociné, est plus critique : « Cela fait des années que France Télévisions nous a habitués aux fictions policières, notamment avec sa collection des Meurtres à… Et si la chaîne parvient souvent à nous proposer des histoires originales et prenantes, Virage rate malheureusement le coche et peine à nous surprendre. Le scénario manque en effet de rythme et de singularité […] Par chance, le dénouement final, et la révélation de l'identité du grand méchant parviennent à nous surprendre, ce qui permet de sauver les meubles ».